# 第23届奥斯卡金像奖
第23屆奥斯卡金像奖（英語：23rd Academy Awards）於1951年3月29日舉行。《彗星美人》入圍14項獎項，打破了第12屆奧斯卡金像獎《亂世佳人》入圍13項的紀錄。《彗星美人》共入圍5項演員獎項，是繼第15屆奧斯卡金像獎的《忠勇之家》後再次創造此紀錄，另外該片是奧斯卡史上首次有4位女演員入圍演技獎（兩位入圍最佳女主角、兩位入圍最佳女配角），只是最後都未能獲獎。
《日落大道》也在四個演員獎皆有入圍但皆未得獎，是第9屆奧斯卡金像獎《我的高德弗里》後第二次出現此記錄。

## 获奖名单
得獎者以粗體表示。
| 最佳影片(Best motion picture) - 《彗星美人》 - 《絳帳海堂春》 - 《玉女于飛》 - 《所羅門王寶藏》 - 《日落大道》 | 最佳导演(Directing) - 约瑟夫·曼凯维奇 – 《彗星美人》 - 約翰·休斯頓 – 《夜闌人未靜》 - 乔治·丘克 – 《絳帳海堂春》 - 比利·懷德 –《日落大道》 - 卡洛·李 –《黑獄亡魂》 |
| 最佳男主角(Actor) - 何塞·費勒 –《風流劍俠》 - 路易斯·卡爾亨 –《神奇的美国佬》 - 威廉·荷頓 –《日落大道》 - 詹姆斯·史都華 – 《迷離世界》 - 史賓塞·屈賽 – 《玉女于飛》 | 最佳女主角(Actress) - 茱蒂·霍利德 –《絳帳海堂春》 - 安妮·巴克斯特 –《彗星美人》 - 貝蒂·戴維斯 – 《彗星美人》 - 埃莉诺·帕克 – 《鐵窗紅淚》 - 格洛麗亞·斯旺森 – 《日落大道》 |
| 最佳男配角(Actor in a supporting role) - 喬治·桑德斯 – 《彗星美人》 - 傑夫·錢德勒 –《折箭為盟》 - 埃德蒙·戈溫 –《八百八十號》 - 薩姆·賈菲 – 《夜闌人未靜》 - 艾利·馮·史托洛海姆 – 《日落大道》 | 最佳女配角(Actress in a supporting role) - 約瑟芬·赫爾 –《迷離世界》 - 霍普·艾默生 –《鐵窗紅淚》 - 西莱斯特·霍姆 –《彗星美人》 - 南希·奧爾森 –《日落大道》 - 特尔玛·里特 – 《彗星美人》                                                                                               |
| 最佳原创故事 Writing (Motion picture story) - 《圍殲街頭》 – 埃德娜·安哈特 和 愛德華·安哈特 - 《慾海奇花》 – 朱塞佩·迪·聖提斯 和 卡羅·李査尼 - 《霸王血戰史》 – 威廉・鮑爾斯 和 安卓·帝托圖 - 《神探警車》 – 倫納德·斯皮格爾加斯 - 《威利還鄉記》 – 賽·岡伯格 | 最佳原創劇本 Writing (Story and screenplay) - 《日落大道》 – 查尔斯·布拉克特、比利·懷德 和 小D·M·馬什曼 - 《金屋藏嬌》– 露芙·高頓 和 加森·卡寧 - 《鐵窗紅淚》 – 維吉尼亞·凱洛格 和 貝爾納·C·施費德 - 《男兒本色》– 卡爾·福門 - 《無路可走》– 約瑟夫·孟威茲 和 萊塞爾·塞繆爾           |
| 最佳改編劇本 Writing (Screenplay) - 《彗星美人》 – 约瑟夫·曼凯维奇，改編自瑪麗·奧爾的小說 - 《夜闌人未靜》 – 約翰·休斯頓 和 班·瑪多，改編自W·R·博內特的小說 - 《絳帳海堂春》 – 亞伯特·曼海默，改編自加森·卡寧的舞台劇 - 《折箭為盟》 – 阿爾伯特·馬爾茲，改編自埃利奧特·阿諾德的小說 - 《玉女于飛》 – 弗朗西絲·古德里奇 和 艾伯特·哈克特，改編自艾華·施里特的小說                                                      | 最佳紀錄片 Documentary(Feature) - 《泰坦：米开朗基罗的故事》 - 《他們的雙手》 |
| 最佳紀錄短片 Documentary(Short Subject) - 《為什麼是韓國》 - 《科學與癌症的對抗》 - 《生命的階梯》 | 最佳單軸短片 Short subject (One-reel) - 《錫耶納賽馬節》 - 《打火英雄》 - 《操作機器》 |
| 最佳雙軸短片 Short subject (Two-reel) - 《海狸谷》 - 《摩斯奶奶》 - 《美國簡史》 | 最佳卡通短片 Short subject (Cartoon) - 《淘氣蹦蹦》 - 《傑瑞的表哥》 - 《脫線先生之麻煩大了》 |
| 最佳剧情或喜剧片配樂 Music(Music score of a dramatic or comedy picture) - 《日落大道》 – 弗朗茨·沃克斯曼 - 《彗星美人》 –艾佛瑞·纽曼 - 《寶殿神弓》 – 馬克斯·史坦納 - 《一朝春盡紅顏老》 – 喬治·鄧寧 - 《霸王妖姬》 – 维克多·扬 | 最佳歌舞片配樂 Music (Scoring of a musical picture) - 《飛燕金槍》 – 阿道夫·達奇 和 羅傑·伊甸斯 - 《仙履奇緣》 – 奧利佛·華萊士 和 保罗·史密斯 - 《笙歌響九霄》 – 萊昂內爾·紐曼 - 《仙侶霓裳》 – 安德烈·普列文 - 《軍校春色》 – 雷·海因多夫                                            |
| 最佳歌曲 Music (Song) - 「Mona Lisa」 — 《古堡歼仇记》 •词曲：瑞伊·埃文斯 和 傑伊·利文斯頓 - “Be My Love” — 《彩凤朝阳》 • 曲： 尼古拉斯·布羅茲基 • 词： 萨米·卡恩 - “Bibbidi-Bobbidi-Boo” — 《仙履奇缘》 •词曲：麥克·大衛、艾爾·霍夫曼 和 傑瑞·利文斯頓 - “Mule Train” — 《槍影世界》 •词曲：福瑞德·葛立克曼(Fred Glickman)、海伊·希斯 和 強尼·朗芝 - “Wilhelmina ” — 《春光花月》 • 曲：約瑟夫·邁羅 • 词：马克·戈登 | 最佳錄音(Sound recording) - 《彗星美人》 – 托马斯·莫尔顿 - 《仙履奇缘》 – 山姆·斯莱菲尔德 - 《路易莎》 – 莱斯利·凯里 - 《亲情深似海》 – 戈登·索耶 - 《三重奏》 – 西里尔·克劳赫斯特 |
| 最佳黑白片艺术指导 Art direction(Black-and-white) - 《日落大道》 – 艺术指导：汉斯·德赖尔 和 約翰·米漢；布景：山姆·寇默 和 雷·莫耶 - 《彗星美人》 – 艺术指导：喬治·戴維斯 和 莱尔·惠勒；布景：湯瑪斯·雷托 和 沃爾特·斯考特 - 《紅色多瑙河》 – 艺术指导： 塞德里克·吉本森 和 漢斯·皮特斯；布景：埃德温·威利斯 和 休·亨特                                                                                                | 最佳彩色片艺术指导 Art direction(Color) - 《霸王妖姬》 – 艺术指导：汉斯·德赖尔 和 沃爾特·泰勒；布景：山姆·寇默 和 雷·莫耶 - 《飛燕金槍》 – 艺术指导：塞德里克·吉本森 和 保罗·格鲁斯 ；布景：埃德温·威利斯 和 理查德·佩佛勒 - 《目標月球》 – 艺术指导：恩斯特·菲格特 ；布景：喬治·索利 |
| 最佳黑白片攝影 Cinematography(Black-and-white) - 《黑獄亡魂》 – 羅伯特·克拉斯克 - 《彗星美人》 – 米尔顿·库什纳 - 《夜闌人未靜》 – 哈罗德·罗森 - 《復仇女神》 – 维克多·迈尔勒 - 《日落大道》 – 约翰·F·赛玆 | 最佳彩色片摄影 Cinematography(Color) - 《所羅門王寶藏》 – 羅伯特·瑟蒂斯 - 《飛燕金槍》 – 查尔斯·罗歇 - 《折箭為盟》 – 恩內斯特·帕爾默 - 《寶殿神弓》 – 厄奈斯特·霍尔 - 《霸王妖姬》 – 乔治·巴恩斯伊                                                                                   |
| 最佳黑白片服裝設計 Costume Design(Black-and-white) - 《彗星美人》 – 伊蒂絲·海德 和 查爾斯·勒梅爾 - 《絳帳海堂春》 – 尚·路易斯 - 《神奇的美国佬》 – 沃特·普凱特 | 最佳彩色片服裝設計 Costume Design(Black-and-white) - 《霸王妖姬》 – 伊蒂絲·海德、桃樂絲·傑金斯、埃洛依·簡森、吉爾·斯蒂爾 和 關·瓦克林 - 《黑玫瑰》 – 邁克爾·惠特克 - 《云雨巫山枉断肠》 – 沃特·普凱特 和 阿靈頓·巴爾斯                                                                |
| 最佳特殊效果(Special effects) - 《目標月球》 – 喬治·帕爾 - 《霸王妖姬》 – 塞西爾·德米爾 | 最佳影片剪輯(Film editing) - 《所羅門王寶藏》 – 拉爾夫·E·溫特斯 和 康拉德·涅威戈 - 《彗星美人》 – 芭芭拉·麦克林 - 《飛燕金槍》 – 詹姆斯·E·紐康 - 《日落大道》 – 亞瑟·P·施密特 和 杜恩·哈里森 - 《黑獄亡魂》 – 奧斯瓦爾德·哈芬里赫特                                                   |

### 奥斯卡荣誉奖
- 喬治·墨菲（英语：George Murphy） - 為他享譽全國的表演
- 路易·B·梅耶 - 為他對電影產業巨大的貢獻
- 最佳外語片：《馬拉帕加之牆（英语：The Walls of Malapaga）》(法國/義大利電影)

### 歐文·G·托爾伯格紀念獎
- 达里尔·F·扎纳克

### 获得多项提名和奖项
| 以下电影获得多项提名： - 14项提名：《彗星美人》 - 11项提名：《日落大道》 - 5项提名：《絳帳海堂春》、《霸王妖姬》 - 4项提名：《飛燕金槍》、《夜闌人未靜》 - 3项提名：《折箭為盟》、《鐵窗紅淚》、《仙履奇緣》、《玉女于飛》、《所羅門王寶藏》、《黑獄亡魂》 - 2项提名：《目標月球》、《寶殿神弓》、《迷離世界》、《神奇的美国佬》 | 以下电影获得多项大奖： - 6项大奖：《彗星美人》 - 3项大奖：《日落大道》 - 2项大奖：《所羅門王寶藏》、《霸王妖姬》 |